# Stroe S. Belloescu
Stroe S. Belloescu (n. 20 martie 1838, Câmpina, Țara Românească – d. 20 octombrie 1912, Bârlad, Tutova, România) a fost un profesor și intelectual român, filantrop.

## Biografie

Stroe Belloescu (1838-1912) - Portret de Stavru Tarasov (1883-1961). Colecția Marius Stîngă.

Părinții săi erau originari din Săcelele Brașovului. S-a născut la Câmpina, unde a urmat cursurile școlii primare, iar apoi pe cele secundare la București, studiile superioare realizându-le în Belgia, unde a obținut în 1863 diploma de inginer.
Nu a profesat această meserie, în schimb a intrat în învațământ, fiind numit, în 1864, profesor de matematică și director la Gimnaziul cu profil real din Brăila, de unde, în 1866, s-a transferat la Liceul „Gh. Roșca Codreanu” din Bârlad, unde a profesat până în 1898, când a ieșit la pensie.
Pe lângă activitatea didactică și pedagogică, Stroe S. Belloescu a realizat multe acțiuni caritabile și a sprijinit financiar elevii din mediul rural pentru a avea acces la educație.

## Profesie
„Pentru Belloescu profesorul nu era un post de odihnă, ci un prilej de muncă încordată și de înălțare sufletească pentru el și elevii lui… Belloescu era scurt de statură, gros și rotund, cu părul alb, mustăți stufoase, bărbuță mică și tăiată în jurul bărbiei, privirea blândă, dar cercetătoare. Iarna îmbrăcat în permanență în haine de șiac, cu o panglică neagră, lată de un deget, drept cravată, făcută fundă în jurul gâtului, cu o căciulă țuguiată, brumărie, trasă pe urechi, cu țurțuri la mustăți și la barbă, Stroe Belloescu își făcea apariția în curtea liceului, fix la opt, după ce singur își făcuse târguiala zilei din piață. Vara, purta haine albe de dril, o pălărie cât roata carului din paie, împletită de cele de mai multe ori de mâna vreunui elev care pentru acest meșteșug primea câte 15 bani si rândul de cărți la început de an gratuit. Serios și impunător în ocazii solemne, era vesel, glumeț și de spirit când împrejurările impuneau. În societate, la petreceri, la baluri, chiar cu toată vârsta înaintată, se prindea în joc ca un  tânăr. De la Belloescu toți absolvenții au reținut că trebuie să fie stăpâni pe ei și să se laude cu știința , nu cu notele din atestat. Atestatul cu notele stau în ladă, iar știința stă în creier, și, dacă ar lipsi de aici, nu se poate înlocui cu notele din atestat. ”— I. I. Răianu, 1912

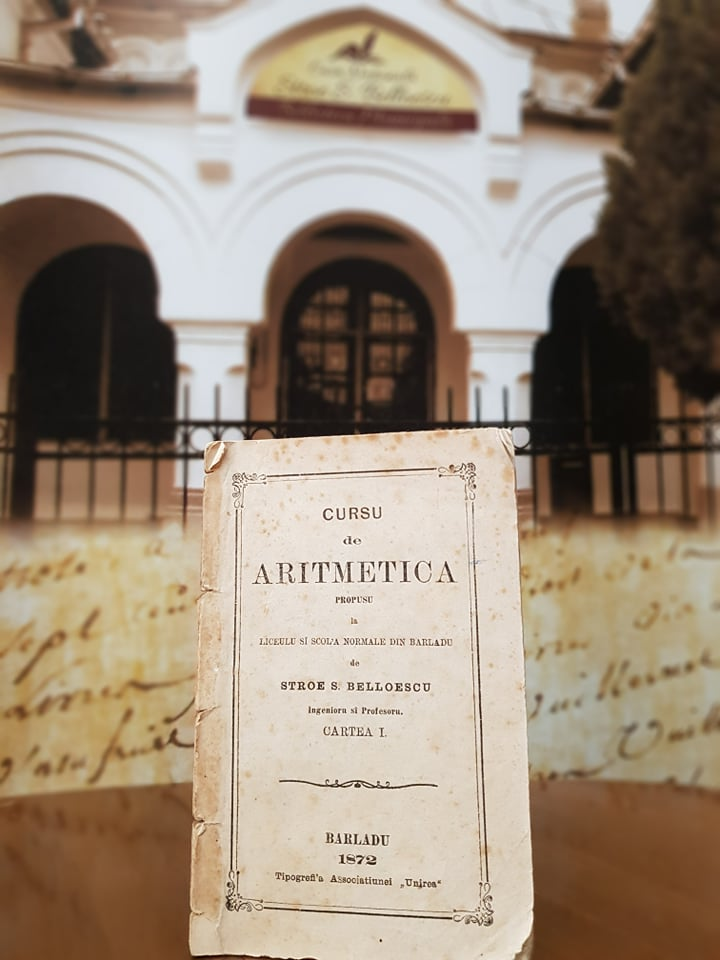
Cursu de aritmetica, Stroe S. Belloescu, 1872, Bârlad, cartea întâi

A alcătuit pentru elevi manuale de matematică. Cursul de aritmetică apărut în 1872 (Cursu de aritmetică propus la Liceul și Șc. normală din Bârlad, de Stroe Belloescu, ingenioru și profesoru, Bârlad, 1872) a fost scos în cinci ediții, fiind bine apreciat în țară de către toți colegii, după el studiindu-se timp de 20 de ani. Meritele sale didactice i-au fost apreciate de către autoritatea școlară superioară, care i-a conferit Medalia „Răsplata Muncii pentru Învățământ” clasa I.

## Realizări
Observând că toată mizeria, viciile și necazurile sărăcimii de la orașe și sate provine parte din neștiința de carte, parte din lipsa sentimentului religios, s-a gândit ca cel mai bun lucru ce se poate face pentru oamenii săraci este de „a-i învăța carte spre a-i lumina și a le întări sentimentul religios pentru moralizarea lor”. De aici a rezultat acea pornire entuziastă de a face școli, biserici, așezăminte de cultură și a lucra din răsputeri pentru întărirea și înălțarea acestor instituții. În anul 1892, a construit în satul Grivița, fostul județul Tutova, o școală încăpătoare, pe frontispiciul căreia au fost săpate cuvintele: „Ridicat-am această școală pentru luminarea țăranului român. Stroe S. Belloescu” Construiește apoi, alte două școli, în satul Pleșa în 1907 și Palerma în 1912, ambele în județul Tutova.
În 1904, în comuna Grivița, a construit o biserică, pe a cărei catapeteasmă a pus motive românești, semn viu al sufletului său.
Fiu de țăran, animat de același spirit de dreptate față de clasa țărănească, a ridicat la 17 octombrie 1904, în comunaGrivița, acolo unde construise școala și biserica, un monument sculptural în bronz închinat domnitorului Alexandru I. Cuza (primul din țară), având pe părțile laterale ale soclului basoreliefurile lui Mihail Kogălniceanu și Costache Negri, doi conservatori apropiați ai domnitorului.
Puternicul sentiment patriotic îl face pe Stroe Belloescu să ridice în anul 1909 în Bârlad așezământul cultural Casa Națională, în care funcționează în prezent Biblioteca Stroe Beloescu. Imobilul era înzestrat cu o bibliotecă bogată, cu sală de expoziții pentru artiștii locali, cu săli de conferințe și festivaluri artistice și literare și a fost sediu pentru Liga Culturală din Bârlad, al cărei președinte a fost Belloescu până la sfârșitul vieții sale.
Acțiunile filantropice ale lui Belloescu s-au manifestat nu numai prin ridicare de edificii, ci și față de cei ce învățau în ele. A lăsat prin testament sume importante de bani pentru întreținerea școlilor construite de el, elevilor și studenților săraci nu numai din localitate, ci și de dincolo de Carpați.
Patriot înflăcărat, militant pentru unitatea neamului românesc, Belloescu a donat sume importante societății ASTRA cu filiale în întreaga Transilvanie, Societății Culturale a Românilor din Bucovina, Spitalului din Bârlad, Episcopiei din Huși și Cluj. Pentru înfăptuirea acestor acte a făcut economii până la sacrificiu încât colegii ajunseseră să se întrebe dacă dărnicia lui trebuie privită ca o calitate sau ca un defect.
Belloescu a trăit în același timp cu fruntașii unei generații entuziaste care au realizat marile acte istorice din epoca modernă: 1848, 1859, 1877, 1907. În Războiul de Independență a României a fost comandant de batalion, iar pentru serviciile aduse pe front a fost răsplătit cu Medalia Apărătorii Independenței.

## Moarte
Purtându-i un respect deosebit, concetățenii l-au onorat cu încrederea de a-i reprezenta deseori în comitete și societăți și chiar în Parlamentul Țării în calitate de senator. Pentru serviciile cetățenești a primit „Coroana României” în gradul de „Mare Cruce”, una din cele mai mari distincții ale timpului.
La 20 octombrie 1912, Stroe S. Belloescu a fost asasinat de un grup de nouă tâlhari din Berești care credeau că vor găsi bani în casa lui, necunoscând în ce constă marea lui bogăție.
Corpul neînsuflețit al regretatului Belloescu a fost depus la Casa Națională. Acolo l-a vizitat tot Bârladul, de la bătrâni până la copii și țăranii din împrejurimi, cu învățători și toți foștii lui elevi. Au fost prezente toate autoritățile Prefecturii, Primăriei, Tribunalului, Baroului, precum și magistrații, medicii, inginerii, toți intelectualii orașului și lacrimile tuturor au fost un ultim omagiu adus ilustrului concetățean.
Ministerul Cultelor și Instrucțiunii Publice a depus o coroană de flori pe a cărei panglică albă de mătase: „Lui Stroe Belloescu – Răspânditorul de lumină și dragoste de neam, sprijinitorul școlarilor săraci și ziditorul de școli.” Presa locală și centrală a semnalat în multe articole dispariția marelui și intelectual român, ctitor de așezăminte pentru luminarea fraților săi.

## In memoriam
Anual este organizat la Bârlad Concursul Interjudețean de matematică „Stroe S. Belloescu” destinat elevilor din clasele IV-VIII din județele Galați, Iași, Vrancea și Vaslui. O stradă din Bârlad îi poartă numele.